# Giorgio Marzola
Giorgio Marzola (Milano, 25 dicembre 1899 – 29 gennaio 1963) è stato un politico italiano.

## Biografia
Laureato in giurisprudenza, è stato membro del Collegio sindacale della Società Anonima Bonifiche Venete e membro del Consiglio d'amministrazione della Cooperativa Libro popolare universale economica di Milano.
Impegnato in politica con il PSI, viene eletto Senatore della Repubblica Italiana alle elezioni politiche del 1953; a Palazzo Madama è Segretario della Presidenza. Termina il proprio mandato nel 1958.
Morto il 29 gennaio 1963, all'età di 63 anni. È sepolto nel cimitero maggiore di Milano.